# ŠKF Sereď
ŠKF Sereď (slovacă ˈsɛɾɛc), cunoscut sub numele de ŠKF iClinic Sereď din motive de sponsorizare, este o echipă de fotbal din Slovacia, cu sediul în orașul Sereď. Clubul a fost fondat în 1914.

## Legături externe
- Official club site sk
- City of Sereď portal sk

1. ↑  „SKF Sered”. www.skfsered.sk. Arhivat din original la 19 septembrie 2018. Accesat în 29 decembrie 2019.